# رضا عبدی (بازیکن فوتبال)
رضا عبدی (زادهٔ ۱۱ مهٔ ۱۹۹۶) بازیکن فوتبال اهل ایران است.
از باشگاه‌هایی که در آن بازی کرده‌است می‌توان به باشگاه فوتبال تراکتور تبریز اشاره کرد.